# Isla Kilwa
La isla Kilwa es una isla habitada en el lago Moero (Mweru) en la provincia de Luapula, en Zambia, a unos siete kilómetros de la ciudad de Kilwa a orillas de un lago fronterizo con la República Democrática del Congo. La frontera se extiende entre la isla Kilwa y la ciudad de Kilwa.
Kilwa constituye una isla de pescadores, de forma triangular, de ocho kilómetros de largo y un área de 25 kilómetros cuadrados. Su superficie en gran parte es plana. Sus puntos más altos se encuentran cientos de metros sobre el nivel del lago. Algunas colina se encuentran en la isla y terminan abruptamente con acantilados de 76 metros de alto sobre el agua en el sur y noroeste. Su clima es agradable, fresco y seco. Kilwa está fuera de Nchelenge Es accesible por barcos.